# 7 Draconis
7 Draconis (Tianyi, 7 Dra) – gwiazda w gwiazdozbiorze Smoka. Jest odległa od Słońca o około 741 lat świetlnych.

## Nazwa
Gwiazda ta ma nazwę własną Tianyi, która pochodzi z tradycji chińskiej. Nazwa chiń. 天一; pinyin Tiānyī, oznacza „Niebiańską Jedność” i wywodzi się z filozofii taoistycznej. Tak słaba gwiazda została celowo wybrana, dla zaznaczenia jej świętości i tajemniczości. Międzynarodowa Unia Astronomiczna w 2017 roku formalnie zatwierdziła użycie nazwy Tianyi dla określenia tej gwiazdy.

## Charakterystyka
Jest to pomarańczowy olbrzym należący do typu widmowego K5. Jest on 1024 razy jaśniejszy niż Słońce, ale ze względu na dużą odległość jest optycznie słabą gwiazdą.